# Helenodiscus
Helenodiscus é um género de gastrópode  da família Charopidae.
Este género contém as seguintes espécies:
- Helenodiscus bilamellata
- Helenodiscus vernoni